# Диференціальні рівняння

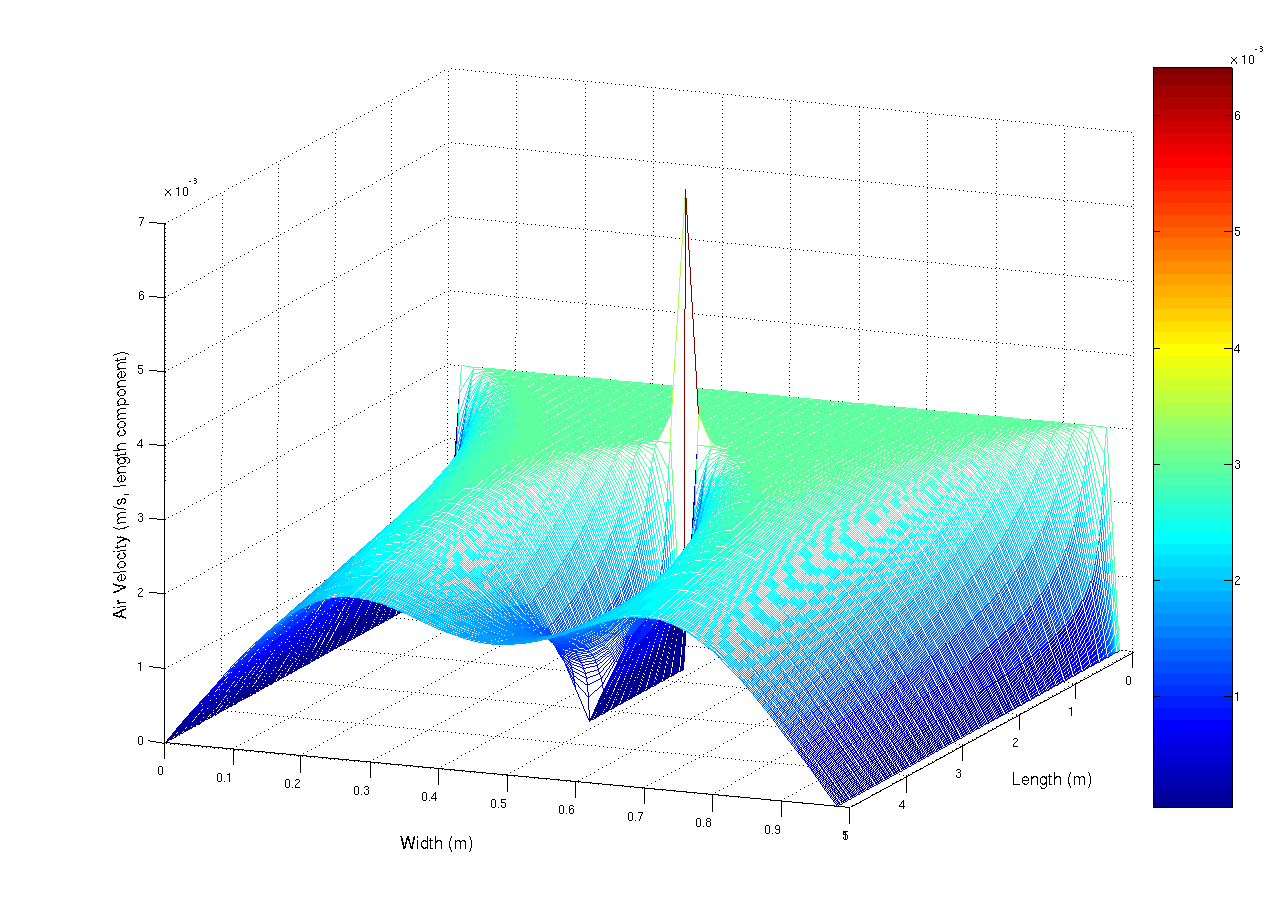
Візуалізація повітряного потоку з рівняння Нав'є-Стокса

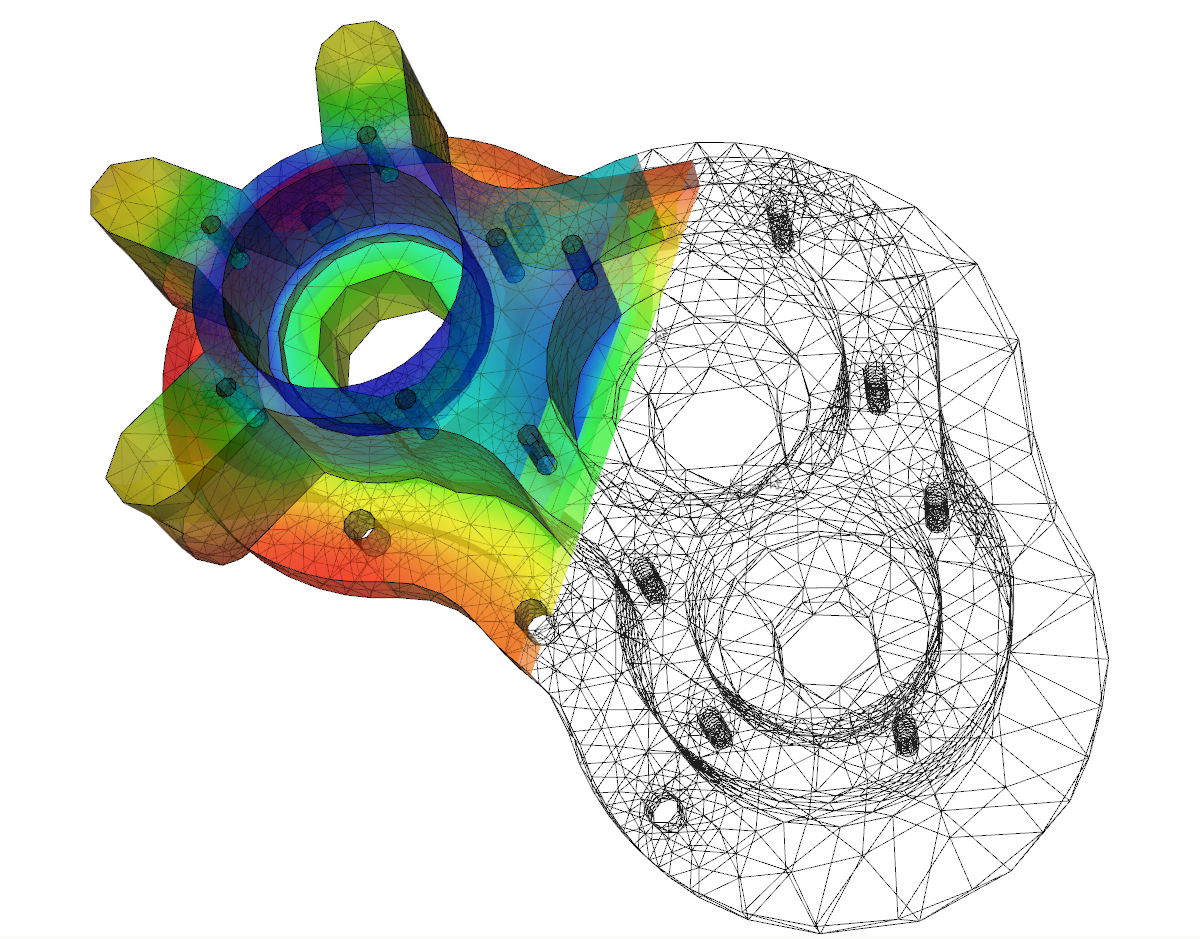
Візуалізація теплообміну у корпусі насоса, отримана шляхом розв'язування рівняння теплопровідності

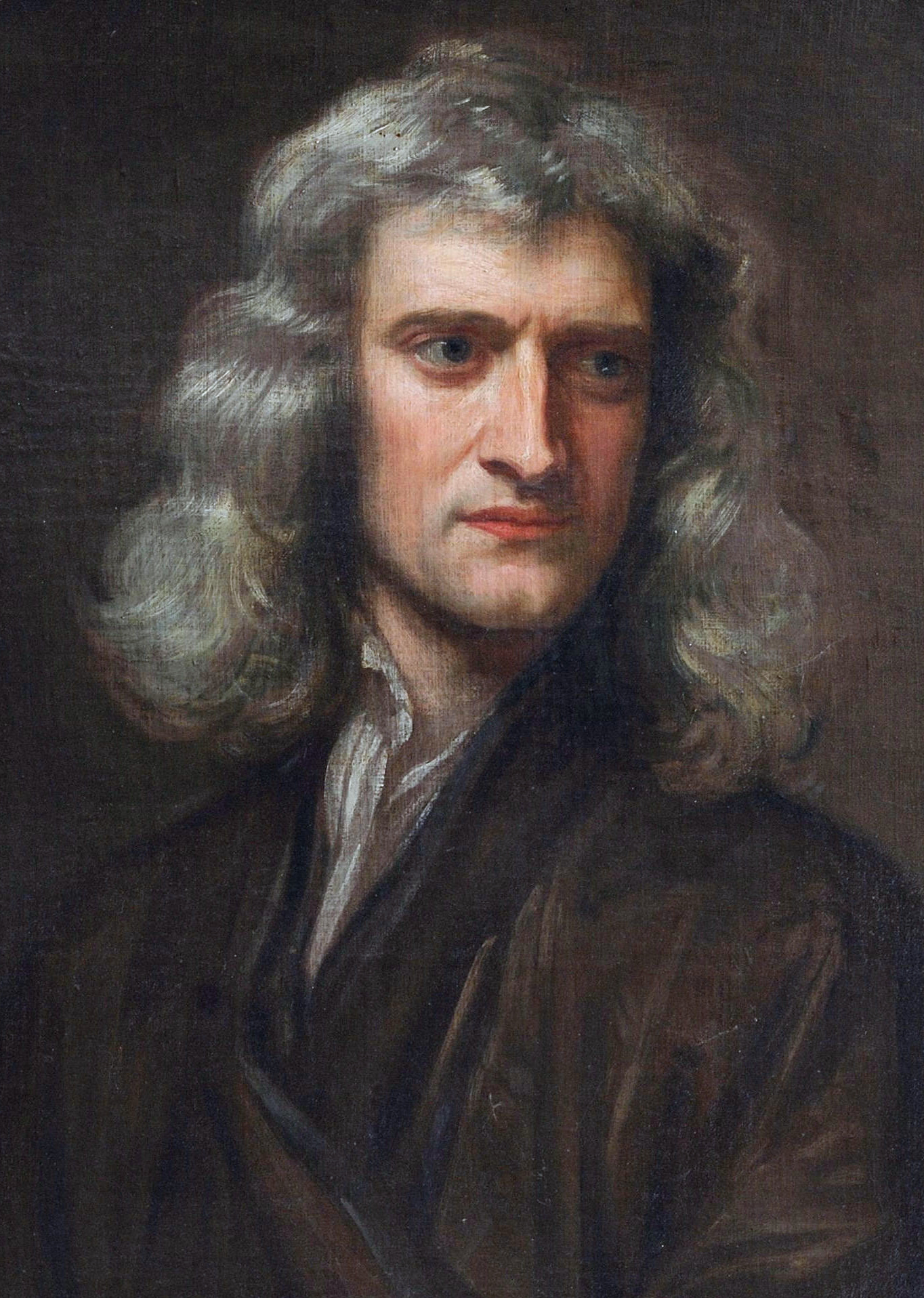
Ісаак Ньютон

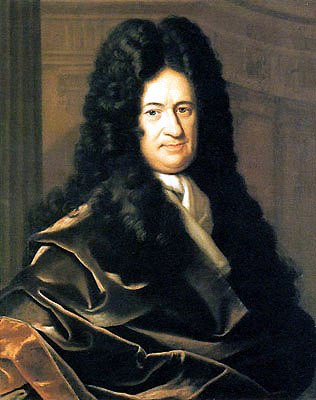
Ґотфрід Лейбніц

Диференціа́льні рівня́ння — рівняння, що встановлюють залежність між незалежними змінними, числами (параметрами), невідомими функціями та їхніми похідними. Невідома функція може бути як скалярною, так і векторною.
Такі залежності віднаходяться в різних областях знань: у механіці, фізиці, хімії, біології, економіці та ін. Диференціальні рівняння широко використовуються на практиці, зокрема для опису перехідних процесів, коливань, теплопровідності, деформації балок і пластин, поширення електричного струму у провіднику тощо.
У застосуваннях математики часто виникають задачі, в яких залежність одного параметра від іншого є невідомою, але можливо записати вираз для швидкості зміни одного параметра відносно іншого (похідної). У цьому випадку задача зводиться до знаходження функції за її похідною відносно з деяких інших виразів.
Диференціальні рівняння, або теорія диференціальних рівнянь — розділ математики, який розглядає теорію та способи розв'язування диференціальних рівнянь.

## Основні поняття і означення
У випадку одного аргументу диференціальне рівняння називається звичайним; у випадку декількох аргументів — диференціальним рівнянням з частинними похідними. Складнішими є інтегро-диференціальні рівняння.
Порядком диференціального рівняння називається найвищий порядок похідної, що входить до рівняння.
Степенем диференціального рівняння називається найвищий степінь, до якого піднесено похідну найбільшого порядку n, що входить до рівняння.
Розв'язком диференціального рівняння порядку n називається функція, що має похідні, до n-ного порядку включно на деякому інтервалі, підставлення якої у рівняння перетворює його у тотожність. Якщо рівняння має розв'язок, то не один, а нескінченну множину; розв'язок може залежати не лише від аргументу, але також від однієї або декількох довільних сталих чи функцій. Якщо розв'язок рівняння отримано у формі неявної функції, то його називають інтегралом  рівняння.
Початковими умовами або граничними умовами називаються додаткові умови, що накладаються на функцію при розв'язку конкретної задачі, що приводить до диференціального рівняння. За цих умов розв'язок може виявитись єдиним. Розв'язок рівняння, що залежить від довільних сталих, кількість яких дорівнює порядку рівняння і які можуть бути підібраними так, щоб задовольнити будь-яким початковим та граничним умовам, що допускають єдиний розв'язок, називається загальним розв'язком. Частинним розв'язком диференціального рівняння називається будь-який розв'язок, що може бути отриманий із загального при визначених числових значеннях довільних сталих. Довільні сталі, що входять в загальний розв'язок, визначаються з початкових або граничних умов.
Диференціальне рівняння називається інтегровним в квадратурах, якщо задачу знаходження усіх розв'язків можна звести до обчислення скінченного числа інтегралів від відомих функцій і простих алгебраїчних операцій. Через те, що багато рівнянь не можуть бути виражені через прості функції, тому деякі, рішення, що часто зустрічаються в таких задачах, отримали власні назви, були досліджені їх значення і взаємозв'язок, і тепер вони входять у число спеціальних функцій.
Спочатку диференціальні рівняння виникли із задач механіки, в яких брали участь координати тіл, їхні швидкості та прискорення, розглянуті як функції від часу, пізніше вони знайшли застосування практично в усіх розділах фізики — такі основні для своїх областей рівняння як рівняння Максвелла в електродинаміці, рівняння Ейнштейна у загальній теорії відносності та рівняння Шредінгера у квантовій механіці є диференціальними. Багато моделей з інших наук, таких як біологія, хімія і економіка також описуються різноманітними диференціальними рівняннями.
Для багатьох з цих рівнянь, в тому числі практично важливих, наприклад, рівняння Нав'є-Стокса, допоки що не знайдено розв'язку в загальному вигляді. Проте в реальних задачах за допомогою чисельних методів можна знайти їх рішення з будь-якою необхідною точністю.

## Історія

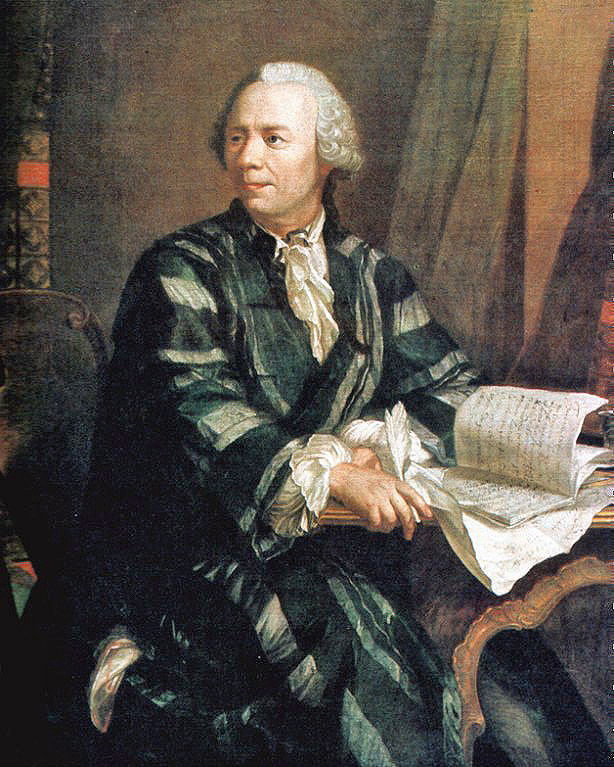
Леонард Ейлер

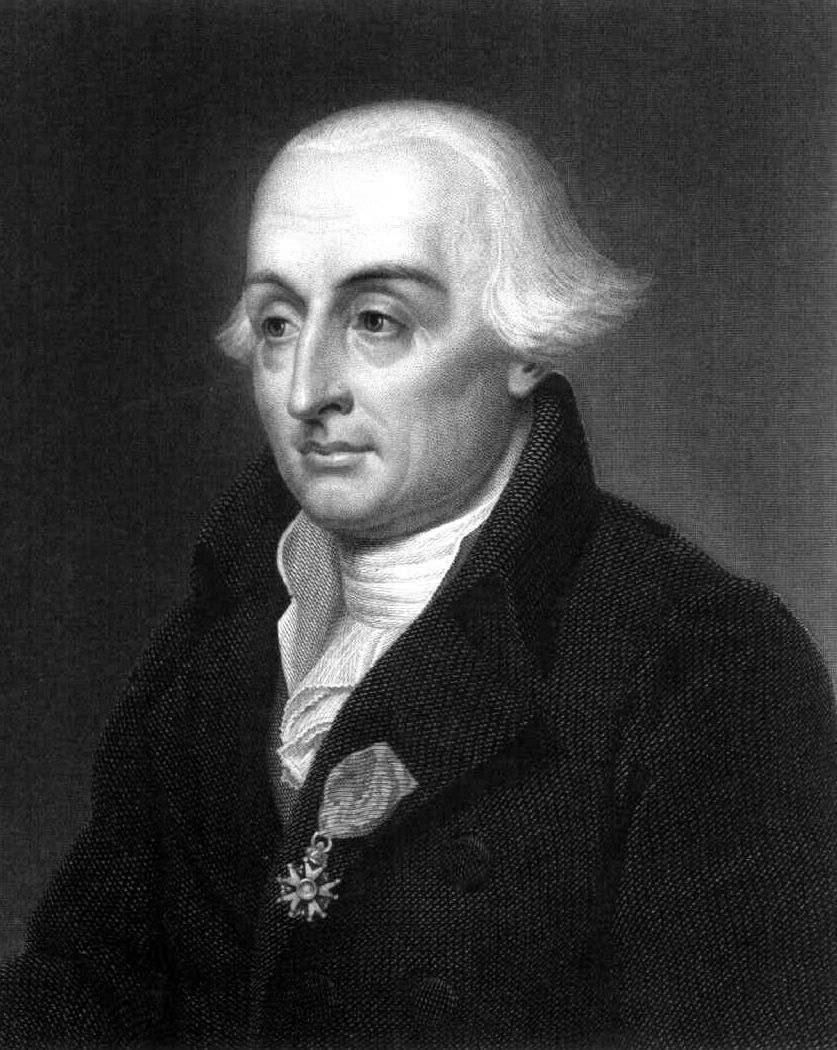
Жозеф-Луї Лагранж

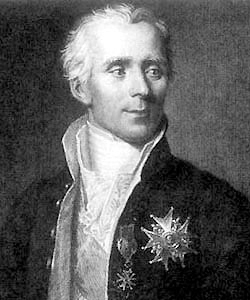
П'єр-Симон Лаплас

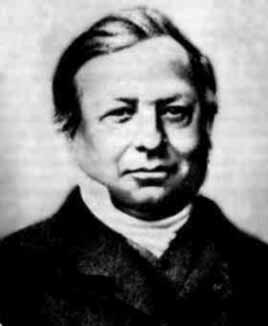
Жозеф Ліувілль

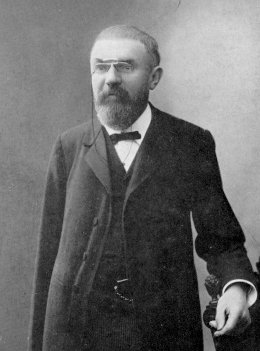
Анрі Пуанкаре

Диференціальні рівняння винайдені Ньютоном (1642—1727). Ньютон вважав цей свій винахід настільки важливим, що зашифрував його у вигляді анаграми, смисл якої в сучасних термінах можна вільно передати так: «закони природи виражаються диференціальними рівняннями».
Основним аналітичним досягненням Ньютона було розкладання всіляких функцій у степеневі ряди (сенс другої, довгої анаграми Ньютона в тому, що для розв'язання будь-якого рівняння потрібно підставити в рівняння ряд і прирівняти члени однакового степеня). Особливе значення мала тут відкрита ним формула бінома Ньютона (зрозуміло, не тільки з цілими показниками, для яких формулу знав, наприклад, Вієт (1540—1603), але й, що особливо важливе, з дробовими і негативними показниками). Ньютон розклав у «ряди Тейлора» всі основні елементарні функції (раціональні, радикали, тригонометричні, експоненту і логарифм). Це, разом з складеною ним таблицею первісних (яка перейшла в майже незмінному вигляді в сучасні підручники аналізу), дозволяло йому, за його словами, порівнювати площі будь-яких фігур «за половину чверті години».
Ньютон указував, що коефіцієнти його рядів пропорційні послідовним похідним функції, але не зупинявся на цьому детально, оскільки він справедливо вважав, що всі обчислення в аналізі зручніше проводити не за допомогою кратних диференціювань, а шляхом обчислення перших членів ряду. Для Ньютона зв'язок між коефіцієнтами ряду і похідними був скоріше засобом обчислення похідних, чим засобом складання ряду. Одним з найважливіших досягнень Ньютона є його теорія сонячної системи, викладена в «Математичних принципах натуральної філософії» («Principia») без допомоги математичного аналізу. Зазвичай вважають, що Ньютон відкрив за допомогою свого аналізу закон всесвітнього тяжіння. Насправді Ньютону (1680) належить лише доказ еліптичності орбіт в полі тяжіння за законом зворотних квадратів: сам цей закон був вказаний Ньютону Гуком (1635—1703) і, мабуть, вгадувався ще декількома вченими.
З величезного числа робіт XVIII століття з диференціальних рівнянь виділяються роботи Ейлера (1707—1783) і Лагранжа (1736—1813). У цих роботах була передусім розвинена теорія малих коливань, а отже — теорія лінійних систем диференціальних рівнянь; попутно виникли основні поняття лінійної алгебри (власні числа і вектори в n-мірному випадку). Характеристичне рівняння лінійного оператора довго називали секулярним, оскільки саме з такого рівняння визначаються секулярні (вікові, тобто повільні в порівнянні з річним рухом) збурення планетних орбіт згідно з теорією малих коливань Лагранжа. Услід за Ньютоном Лаплас і Лагранж, а пізніше Гаус (1777—1855) розвивають також методи теорії збуджень.
Коли була доведена нерозв'язність алгебраїчних рівнянь в радикалах, Жозеф Ліувілль (1809—1882) побудував аналогічну теорію для диференціальних рівнянь, встановивши неможливість рішення низки рівнянь (зокрема таких класичних, як лінійні рівняння другого порядку) в елементарних функціях і квадратурі. Пізніше Софус Лі (1842—1899), аналізуючи питання про інтегрування рівнянь в квадратурі, прийшов до необхідності детально досліджувати групи дифеоморфізмів (що отримали згодом ім'я груп Лі) — так з теорії диференціальних рівнянь виникла одна з найплідніших областей сучасної математики, подальший розвиток якої був тісно пов'язаний зовсім з іншими питаннями (алгебри Лі ще раніше розглядали Сімеон-Дені Пуассон (1781—1840) і, особливо, Карл Густав Якоб Якобі (1804—1851)).
Новий етап розвитку теорії диференціальних рівнянь починається з робіт Анрі Пуанкаре (1854—1912), створена ним «якісна теорія диференціальних рівнянь» разом з теорією функцій комплексних змінних привела до заснування сучасної топології. Якісна теорія диференціальних рівнянь, або, як тепер її частіше називають, теорія динамічних систем, зараз розвивається найактивніше і має найважливіші застосування теорії диференціальних рівнянь в природознавстві.

## Звичайні диференціальні рівняння
Звичайні диференціальні рівняння — це рівняння виду {\displaystyle F(t,x,x',x'',...,x^{(n)})=0}, де {\displaystyle x=x(t)} — невідома функція (можливо, вектор-функція; в такому випадку часто говорять про систему диференціальних рівнянь), що залежить від змінної часу {\displaystyle t}, штрих означає диференціювання по {\displaystyle t}. Число {\displaystyle n} називається порядком диференціального рівняння.
Розв'язком (або рішенням) диференціального рівняння називається функція, що диференціюється n разів, і задовольняє рівнянню в усіх точках своєї області визначення. Зазвичай існує ціла множина таких функцій, і для вибору однієї з них на розв'язок потрібно накласти додаткові умови: наприклад, вимагати, щоб рішення приймало в певній точці певне значення.
Основні завдання і результати теорії диференціальних рівнянь: існування і єдиність рішення різних задач для ЗДР, методи розв'язання простих ЗДР, якісне дослідження рішень ЗДР без знаходження їхнього явного вигляду.

## Диференціальні рівняння в частинних похідних
Диференціальні рівняння в частинних похідних — це рівняння, що містять невідомі функції від декількох змінних та їх частинних похідних.
Загальний вид таких рівнянь можна представити у вигляді:
{\displaystyle F\left(x_{1},x_{2},\dots ,x_{m},z,{\frac {\partial z}{\partial x_{1}}},{\frac {\partial z}{\partial x_{2}}},\dots ,{\frac {\partial z}{\partial x_{m}}},{\frac {\partial ^{2}z}{\partial x_{1}^{2}}},{\frac {\partial ^{2}z}{\partial x_{1}\partial x_{2}}},{\frac {\partial ^{2}z}{\partial x_{2}^{2}}},\dots ,{\frac {\partial ^{n}z}{\partial x_{m}^{n}}}\right)=0},
де {\displaystyle x_{1},x_{2},\dots ,x_{m}} — незалежні змінні, а {\displaystyle z\!} — функція цих змінних.

## Лінійні та нелінійні диференціальні рівняння
Як звичайні диференціальні рівняння, так і рівняння у частинних похідних можна поділити на лінійні та нелінійні.

### Лінійні диференціальні рівняння
Диференціальне рівняння є лінійним, якщо невідома функція і її похідні входять у рівняння лише у першому степені (й не перемножаються одна з одною). Для таких рівнянь розв'язки утворюють афінний підпростір простору функцій. Теорія лінійних диференціальних рівнянь розвинена значно глибше, ніж теорія нелінійних рівнянь. Загальний вигляд лінійного диференціального рівняння {\displaystyle n}-го порядку:
{\displaystyle p_{n}(x)y^{(n)}(x)+p_{n-1}(x)y^{(n-1)}(x)+\cdots +p_{0}(x)y(x)=r(x),}
де {\displaystyle p_{i}(x)} — відомі функції незалежної змінної, що називаються коефіцієнтами рівняння. Функція {\displaystyle r(x)} у правій частині називається вільним членом (єдиний доданок, що є незалежним від невідомої функції). Важливим частковим класом лінійних рівнянь є лінійні диференціальні рівняння із сталими коефіцієнтами.
Підкласом лінійних рівнянь є однорідні диференціальні рівняння — рівняння, що не мають вільного члена: {\displaystyle r(x)=0}. Для однорідних диференціальних рівнянь виконується принцип суперпозиції: лінійна комбінація часткових розв'язків такого рівняння також буде його розв'язком. Усі інші лінійні диференціальні рівняння називаються неоднорідними диференціальними рівняннями.

### Нелінійні диференціальні рівняння
Нелінійне диференціальне рівняння — це рівняння, в якому невідомою величиною є деяка функція та у диференціальне рівняння входить не лише вона, але й різні її похідні в нелінійному виді. Розрізняють звичайні нелінійні диференціальні рівняння і нелінійні диференціальні рівняння в частинних похідних.
Нелінійні диференціальні рівняння виникли із задач нелінійної механіки, в яких фігурували координати тіл, їх швидкості та прискорення, розглянуті як функції від часу.
Нелінійні диференціальні рівняння у загальному випадку не мають розроблених методів розв'язування, крім деяких часткових випадків. В деяких випадках (із застосуванням тих чи інших наближень) вони можуть бути зведені до лінійних. Наприклад, лінійне рівняння гармонічного осцилятора {\displaystyle {\frac {d^{2}y}{dx^{2}}}+\omega ^{2}y=0} може розглядатись як наближення нелінійного рівняння математичного маятника {\displaystyle {\frac {d^{2}y}{dx^{2}}}+\omega ^{2}\sin y=0} для випадку малих амплітуд, коли {\displaystyle y\approx \sin y}.

## Існування розв'язків
Розв'язування диференціальних рівнянь не схоже на розв'язування алгебраїчних рівнянь. Рішення часто є неочевидним і складним, і навіть такі питання як існування рішення, або його унікальність є напрочуд цікавими.
Для рівнянь першого порядку, теорема Пеано дає набір достатніх умов, при яких у рівняння є принаймні один розв'язок. Теорема формулюється так:
| Нехай функція {\displaystyle f(t,x)} неперервна в деякій області {\displaystyle \|t-t_{0}\|\leqslant a,\|x-x_{0}\|\leqslant b} і {\displaystyle \beta } - максимум {\displaystyle \|f(t,x)\|} у цій області. Якщо {\displaystyle h=min{\mathcal {f}}(a,{\frac {b}{\beta }}{\mathcal {g}})}, то на відрізку {\displaystyle [t_{0}-h,t_{0}+h]} існує принаймні одне рішення рівняння {\displaystyle {\frac {dx}{dt}}=f(t,x)}, що задовільняє умові {\displaystyle x(t_{0})=x_{0}}. |

Для рівнянь більш високих порядків існує наступна теорема:
Для рівняння
{\displaystyle y^{(n)}+y^{(n-1)}f_{1}(x)+\cdots +f_{n-1}(x)y'+f_{n}(x)y=g(x)}
Тоді для будь-якого x0 з інтервалу [a, b], на якому функції fn, …, f0 і g(x) є визначенними, і для будь яких С1, С2 … Сn, що задають граничні умови
{\displaystyle y(x_{0})=C_{1},y'(x_{0})=C_{2},\cdots ,y^{(n)}(x_{0})=C_{n}}
Існує одне і тільки одне рішення, і воно також визначене на цьому інтервалі.

## Точні розв'язки
Деякі диференціальні рівняння мають розв'язки, що можна подати точною формулою. Такі класи рівнянь подані нижче.
В таблиці, H(x), Z(x), H(y), Z(y), чи H(x,y), Z(x,y) — довільні інтегровні функції від x чи y (або від обидвох параметрів), a A, B, C, I, L, N, M — константи. В загальному A, B, C, I, L, є дійсними числами, а N, M, P та Q можуть бути комплексними. Диференціальні рівняння подані в альтернативній формі, що дозволяє їх розв'язати методом інтегрування.
|   | Диференціальні рівняння | Загальний розв'язок |
| - | --- | --- |
| 1 | {\displaystyle {\frac {\mathrm {d} y}{\mathrm {d} x}}=F(x)\,\!} {\displaystyle \mathrm {d} y=F(x)\,\mathrm {d} x\,\!}                                | {\displaystyle y=\int F(x)\,\mathrm {d} x\,\!} |
| 2 | {\displaystyle {\frac {\mathrm {d} y}{\mathrm {d} x}}=F(y)\,\!} {\displaystyle \mathrm {d} y=F(y)\,\mathrm {d} x\,\!}                                | {\displaystyle x=\int {\frac {\mathrm {d} y}{F(y)}}\,\!} |
| 3 | {\displaystyle H(y){\frac {\mathrm {d} y}{\mathrm {d} x}}+Z(x)=0\,\!} {\displaystyle H(y)\,\mathrm {d} y+Z(x)\,\mathrm {d} x=0\,\!}                  | {\displaystyle \int H(y)\,{\mathrm {d} y}+\int Z(x)\,{\mathrm {d} x}=C\,\!} |
| 4 | {\displaystyle {\frac {\mathrm {d} y}{\mathrm {d} x}}+H(x)y+Z(x)=0\,\!} {\displaystyle \mathrm {d} y+H(x)y\,\mathrm {d} x+Z(x)\,\mathrm {d} x=0\,\!} | {\displaystyle y=-e^{-\int H(x)\,\mathrm {d} x}\int e^{\int H(x)\mathrm {d} x}Z(x)\,{\mathrm {d} x}\,\!} |
| 5 | {\displaystyle {\frac {\mathrm {d} y}{\mathrm {d} x}}=F\left({\frac {y}{x}}\right)\,\!}                                                              | {\displaystyle \ln Cx=\int {\frac {\mathrm {d} r}{F(r)-r}}\,\!} розв'язком може бути неявна функція від x та y, отримана обчисленням наведеного інтегралу використовуючи заміну змінних {\displaystyle r=y/x\,\!} |
| 6 | {\displaystyle {\frac {\mathrm {d} ^{2}y}{\mathrm {d} x^{2}}}=F(y)\,\!}                                                                              | {\displaystyle x=\pm \int {\frac {\mathrm {d} y}{\sqrt {2\int F(y)\,\mathrm {d} y+C_{1}}}}+C_{2}\,\!} |
| 7 | {\displaystyle H(x,y){\frac {\mathrm {d} y}{\mathrm {d} x}}+Z(x,y)=0\,\!} {\displaystyle H(x,y)\,{\mathrm {d} y}+Z(x,y)\,{\mathrm {d} x}=0\,\!}      | Якщо ДР є точним, тобто {\displaystyle {\frac {\partial H}{\partial x}}={\frac {\partial Z}{\partial y}}\,\!} тоді розв'язок задається формулою: {\displaystyle F(x,y)=\int \left[H(x,y)\,\mathrm {d} y+Z(x,y)\,\mathrm {d} x\right]+\gamma (y)+\chi (x)=C\,\!} де {\displaystyle \gamma (y)\,\!} та {\displaystyle \chi (x)\,\!} — певні функції, залежні від інтегралів, що дозволяють коректно визначити функцію {\displaystyle F(x,y)\,\!} hold. Якщо рівняння не є точним, з функцій H(x,y) та Z(x,y) можна визначити інтегральний множник, після домноження рівняння на який воно розв'язується аналогічно до точного. |
| 8 | {\displaystyle {\frac {\mathrm {d} ^{2}y}{\mathrm {d} x^{2}}}+I{\frac {\mathrm {d} y}{\mathrm {d} x}}+Ly=0\,\!}                                      | Якщо {\displaystyle I^{2}>4L\,\!} тоді {\displaystyle y=Ne^{\left(-I+{\sqrt {I^{2}-4L}}\right){\frac {x}{2}}}+Me^{-\left(I+{\sqrt {I^{2}-4L}}\right){\frac {x}{2}}}\,\!} Якщо {\displaystyle I^{2}=4L\,\!} тоді {\displaystyle y=(Ax+B)e^{-Ix/2}\,\!} Якщо {\displaystyle I^{2}<4L\,\!} тоді {\displaystyle y=e^{-I{\frac {x}{2}}}\left[P\sin {\left({\sqrt {\left\|I^{2}-4L\right\|}}{\frac {x}{2}}\right)}+Q\cos {\left({\sqrt {\left\|I^{2}-4L\right\|}}{\frac {x}{2}}\right)}\right]\,\!} |
| 9 | {\displaystyle \sum _{\alpha =1}^{d}I_{\alpha }{\frac {\mathrm {d} ^{\alpha }y}{\mathrm {d} x^{\alpha }}}=0\,\!}                                     | {\displaystyle \sum _{\alpha =1}^{d}A_{\alpha }e^{B_{\alpha }x}=0\,\!} де {\displaystyle B_{\alpha }\,\!} — d розв'зки поліному степеня d: {\displaystyle \prod _{\alpha =1}^{d}\left(B-B_{\alpha }\right)=0\,\!} |

Зауважте, що 3 і 4 є частковими випадками 7, вони досить поширені і презентовані для повноти.
Також 8 рівняння є частковим випадком 9, але 8 досить поширена форма рівнянь, особливо у простих фізичних та інженерних задачах.

## Приклади
- Другий закон Ньютона можна записати у формі диференціального рівняння

{\displaystyle m{\frac {d^{2}x}{dt^{2}}}=F(x,t)},
де {\displaystyle m} — маса тіла, {\displaystyle x} — його координата, {\displaystyle F(x,t)} — сила, діюча на тіло з координатою {\displaystyle x} у момент часу {\displaystyle t}. Його розв'язком є траєкторія руху тіла під дією вказаної сили.
- Коливання струни описується рівнянням

{\displaystyle {\frac {\partial {}^{2}u}{\partial t^{2}}}=a^{2}{\frac {\partial ^{2}u}{\partial x^{2}}}},
де {\displaystyle u=u(x,t)} — відхилення струни в точці з координатою {\displaystyle x} у момент часу {\displaystyle t}, параметр {\displaystyle a} задає властивості струни.
- Диференціальне рівняння прогину пластини під дією рівномірно розподіленого навантаження {\displaystyle q}:

{\displaystyle {\frac {\partial ^{4}w}{\partial x^{4}}}+{\frac {\partial ^{4}w}{\partial x^{2}\partial y^{2}}}+{\frac {\partial ^{4}w}{\partial y^{4}}}={\frac {q}{D}}},
де {\displaystyle w} — вертикальні прогини пластини, {\displaystyle D} — циліндрична жорсткість пластини при згині.

## Програмне забезпечення
Існує програмне забезпечення, яке може розв'язувати диференціальні рівняння:
- ExpressionsinBar
- Maple:[5] dsolve
- SageMath[en]
- Xcas:[6] desolve(y'=k*y,y)

### Українською
1. Самойленко А. М.; Перестюк М. О.; Парасюк I.О. (2003). Диференціальні рівняння (PDF). Київ: Либідь. с. 600. ISBN 966-06-0249-9.(укр.)
2. Кривошея С.А.; Перестюк М.О.; Бурим В.М. (2004). Диференціальні та інтегральні рівняння (PDF). Київ: Либідь. с. 407. ISBN 966-06-0348-7.(укр.)
3. Бугрій О.М.; Процах Н.П.; Бугрій Н.В. (2011 р.). Основи диференціальних рівнянь: теорія, приклади та задачі : Навчальний посібник. Львів. ISBN 978-966-2645-01-9.
4. Диференціальні рівняння : навч. посіб. / Головатий Ю. Д., Кирилич В. М., Лавренюк С. П.; Львів. нац. ун-т ім. Івана Франка. - Львів : ЛНУ ім. І. Франка, 2011. - 468 с. - ISBN 978-966-613-859-3
5. Диференціальні рівняння : навч. посіб. / [Каленюк П. І. та ін.] ; Нац. ун-т "Львів. політехніка". - Львів : Вид-во Львів. політехніки, 2014. - 378 с. - ISBN 978-617-607-564-6
6. Диференціальні рівняння : навч. посіб. / [Л. С. Тесленко та ін.] ; Миколаїв. нац. ун-т ім. В. О. Сухомлинського. - Миколаїв : Іліон, 2013. - 336 с. : рис. - ISBN 978-617-534-141-4
7. Диференціальні рівняння : навч. посіб. / Т. П. Гой, О. В. Махней ; Прикарпат. нац. ун-т ім. Василя Стефаника. - Івано-Франківськ : Сімик, 2012. - 351 с. - ISBN 978-966-8067-90-7
8. Лінійні динамічні системи і звичайні диференціальні рівняння : навч. посібник / П. М. Гащук. - Львів : Українські технології, 2002. - 607 с.: рис. - ISBN 966-666-024-5

### Іншими мовами
1. Gerald Teschl [англійською] (2012). Ordinary Differential Equations and Dynamical Systems (PDF). American Mathematical Society. с. 353. ISBN 978-0-8218-8328-0. (англ.)
2. James C. Robinson (2004). An Introduction to Ordinary Differential Equations (PDF). М: Cambridge. с. 399. ISBN 978-0-521-53391-1.(англ.)
3. Tenenbaum, Morris; Pollard, Harry (1985). Ordinary Differential Equations. Dover. ISBN 0-486-64940-7. (англ.)
4. Hartman, Philip (2002) [1964]. Ordinary differential equations. Classics in Applied Mathematics. Т. 38. Philadelphia: Society for Industrial and Applied Mathematics. ISBN 978-0-89871-510-1. (англ.)
5. Strauss, Walter A. (2008). Partial Differential Equations: An Introduction (вид. 2nd). John Wiley & Sons. ISBN 978-0470054567. (англ.)
6. Pontryagin, Lev (1962). Ordinary Differential Equations (PDF). Adiwes International Series in Mathematics. Pergamon Press. Архів оригіналу (PDF) за 13 липня 2020. Процитовано 13 липня 2020. (англ.)
7. Понтрягін Л. С. (1974). Обыкновенные дифференциальные уравнения (PDF). М. с. 331.(рос.)
8. Арнольд В. И. (2014). Обыкновенные дифференциальные уравнения (PDF). М: МЦНМО. с. 341. ISBN 978-5-4439-2007-8.(рос.)